# 埃米利奧·巴爾加斯
埃米利奧·巴爾加斯（英語：Emilio Vargas，1996年8月12日—），為多明尼加棒球選手，守備位置為投手，曾效力於中華職棒中信兄弟隊，中文登錄名艾里歐。

## 生平
2013年1月23日，和亞利桑那響尾蛇隊簽下自由契約，並在多明尼加夏季棒球聯盟出賽。
2016年，總計在1A等級出賽17場比賽，拿下5勝6敗，防禦率4.10。
2018年，在小聯盟出賽26場比賽，其中2A等級出賽了6場比賽，1勝3敗、防禦率4.04；高階1A等級出賽20場比賽，8勝5敗、防禦率2.50。並在11月20日被放進40人名單中以避免遭到規則五選秀。
2019年，在2A等級出賽17場比賽，拿下5勝3敗、防禦率3.78。
2020年11月20日，被芝加哥白襪隊放入讓渡名單，並在2021年2月1日遭到DFA，2月8日被下放至3A等級的夏洛特騎士隊，並在2A出賽21場比賽，7勝4敗、防禦率2.90。賽季結束後成為自由球員
2021年11月28日，和芝加哥白襪隊再度簽下小聯盟合約，並在2022年於小聯盟出賽26場比賽，4勝9敗、防禦率5.61。
2023年4月20日，和墨西哥棒球聯盟的新拉雷多貓頭鷹隊簽約，並出賽了13場比賽，5勝4敗、防禦率4.50。7月7日，和中華職棒中信兄弟隊簽約，登錄名為「艾里歐」。10月4日，中華職棒發布新聞稿，艾里歐因藥檢驗出大麻代謝物呈現陽性反應，因此被列為永不錄用人員，中信兄弟球團也隨即和他解約，而他也隨即加盟墨西哥冬季棒球聯盟的墨西卡利老鷹隊。

## 職棒生涯成績
| 年度 | 球隊     | 出賽 | 先發 | 勝投 | 敗投 | 中繼 | 救援 | 完投 | 完封 | 三振 | 四死 | 責失 | 投球局數 | 自責分率 | 被上壘率 |
| ---- | -------- | ---- | ---- | ---- | ---- | ---- | ---- | ---- | ---- | ---- | ---- | ---- | -------- | -------- | -------- |
| 2023 | 中信兄弟 | 10   | 10   | 3    | 2    | 0    | 0    | 0    | 0    | 49   | 21   | 19   | 67       | 2.55     | 1.09     |
| 合計 | 1年      | 10   | 10   | 3    | 2    | 0    | 0    | 0    | 0    | 49   | 21   | 19   | 67       | 2.55     | 1.09     |

## 外部連結
- 埃米利奧·巴爾加斯在台灣棒球維基館上的頁面（繁體中文）
- 埃米利奧·巴爾加斯在美國職棒（英语）
- 埃米利奧·巴爾加斯在中華職棒
- 埃米利奧·巴爾加斯在Baseball-Reference.com（小聯盟以及海外聯盟）（英语）
- 埃米利奧·巴爾加斯在ESPN（MLB）（英语）